# Cantón de La Châtre
El cantón de La Châtre es un cantón (circunscripción electoral) francés situado en el departamento de Indre, en la región Centro-Valle del Loira.

## Composición
El cantón comprende 34 comunas, entre ellas:
| Entidad de la población       | Habitantes (2006) | Código postal | Código Insee |
| ----------------------------- | ----------------- | ------------- | ------------ |
| La Berthenoux                 | 471               | 36400         | 36017        |
| Briantes                      | 594               | 36400         | 36025        |
| Champillet                    | 159               | 36160         | 36038        |
| Chassignolles                 | 568               | 36400         | 36043        |
| La Châtre                     | 4 477             | 36400         | 36046        |
| Lacs                          | 655               | 36400         | 36091        |
| Lourouer-Saint-Laurent        | 226               | 36400         | 36100        |
| Le Magny                      | 985               | 36400         | 36109        |
| Montgivray                    | 1 667             | 36400         | 36127        |
| Montlevicq                    | 104               | 36400         | 36130        |
| La Motte-Feuilly              | 33                | 36160         | 36132        |
| Néret                         | 210               | 36400         | 36138        |
| Nohant-Vic                    | 475               | 36400         | 36143        |
| Saint-Août                    | 843               | 36120         | 36180        |
| Saint-Chartier                | 600               | 36400         | 36184        |
| Saint-Christophe-en-Boucherie | 252               | 36400         | 36186        |
| Thevet-Saint-Julien           | 482               | 36400         | 36221        |
| Verneuil-sur-Igneraie         | 346               | 36400         | 36234        |
| Vicq-Exemplet                 | 334               | 36400         | 36236        |

## Demografía
| 1962   | 1968   | 1975   | 1982   | 1990   | 1999   | 2006   | 2007   |
| ------ | ------ | ------ | ------ | ------ | ------ | ------ | ------ |
| 13 027 | 14 464 | 13 611 | 13 493 | 13 325 | 13 254 | 13 463 | 13 481 |